# Tommy Taylor
Thomas Taylor, mais conhecido como Tommy Taylor (Barnsley, 29 de janeiro de 1932 –– Munique, 6 de fevereiro de 1958), foi um futebolista inglês que atuava como atacante. Taylor foi um dos oito jogadores que faleceram em virtude do desastre aéreo de Munique.

## Carreira

### Barnsley
Taylor iniciou sua carreira atuando numa pequena equipe local de mineração, onde trabalhava na época. Quando tinha dezesseis anos, olheiros do Barnsley o convidaram para fazer um teste no clube, ingressando no mesmo em julho de 1949. Sua estreia aconteceria apenas no ano seguinte, em 7 de outubro, numa vitória por 3 x 1 sobre o Grimsby Town. Na partida seguinte, disputada em 4 de novembro, Taylor marcou um hat-trick (três gols) na vitória por 7 x 0 sobre o Queens Park Rangers. Ao todo, marcou sete vezes em doze partidas em sua primeira temporada.

### Manchester United
Após 26 tentos em 44 partidas, com o Barnsley tendo fracasso em suas quatro temporadas no clube em conseguir o acesso à primeira divisão inglesa, Taylor se transferiu para o Manchester United, que disputava a primeira divisão. A curiosidade da transferência acabaria sendo o valor pago pelo treinador do United, Matt Busby: 29.999 mil libras (algo que fora comum na época) para não tornar Taylor o primeiro atleta a custar trinta mil libras, tirando um peso para suas atuações, que teriam que corresponder ao valor pago, que na época era altíssimo.
Sua estreia na equipe acabaria correspondendo ao valor, tendo marcado duas vezes em sua partida de estreia. Até o término da temporada (Taylor chegaria antes do término da temporada), marcaria ainda sete vezes em onze partidas. Neste mesmo ano estrearia na Seleção Inglesa, disputando no ano seguinte a Copa do Mundo de 1954. Considerado o grande sucessor de Nat Lofthouse na Seleção, disputou dezenove partidas, marcando dezesseis vezes.
Taylor ainda acabaria sendo fundamental na conquista do bicampeonato inglês do Manchester, e ainda uma final de Copa da Inglaterra, a qual perderia para o Aston Villa por 2 x 1. Tais atuações, lhe renderiam uma proposta da Internazionale de 65 mil, o qual bateria o recorde de transferências, mas recussado por Busby. Tal recusa, de certa forma, acabaria custando no ano seguinte a vida de Taylor, juntamente com outros sete companheiros de time, no desastre aéreo de Munique.

## Títulos
Manchester United
- Football League First Division: 1955–56, 1956–57
- Supercopa da Inglaterra: 1956, 1957

### Prêmis individuais
- Football League 100 Legends

### Artilharias
- Eliminatórias da Copa do Mundo FIFA de 1958 (8 gols)